# 吉野村

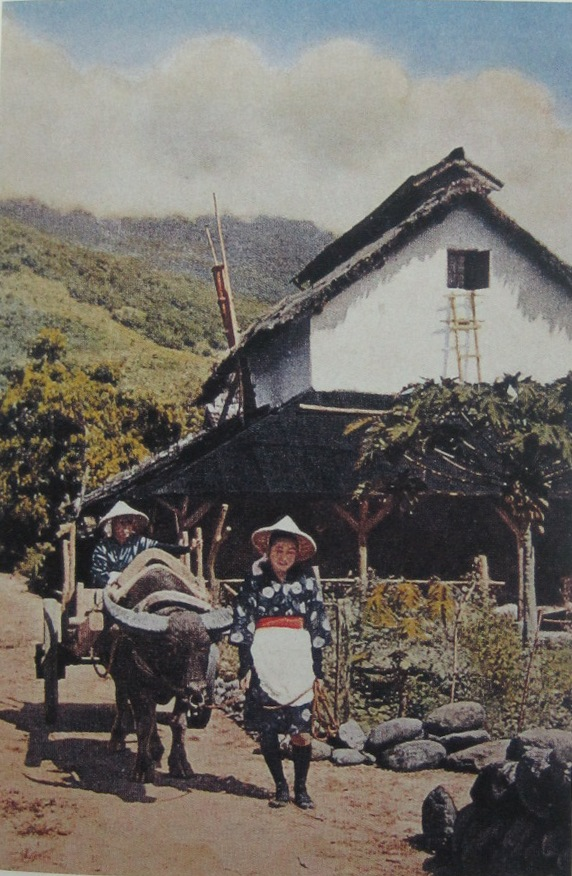
吉野村

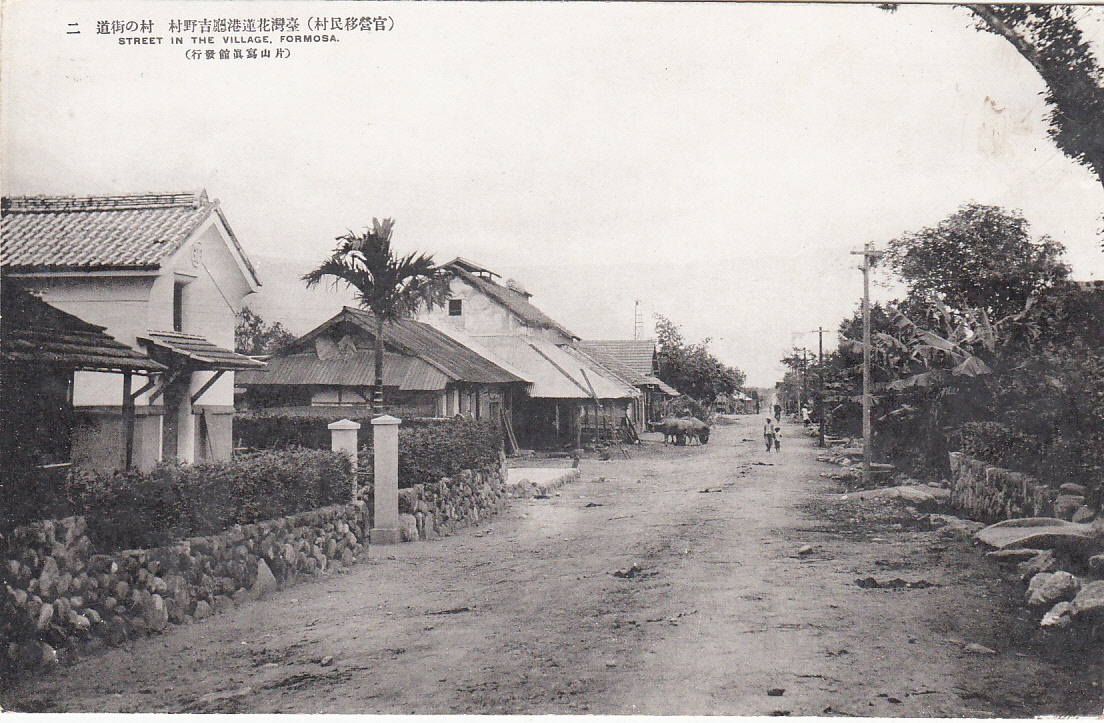
臺灣花蓮港廳吉野村街道一景

吉野村是台灣日治時期第一個官營的日本移民村，位於台灣花蓮港廳直隸花蓮港區原七腳川社之居住地（ 後屬吉野，現花蓮縣吉安鄉），初期共有移民61戶、295人，多來自四國德島縣吉野川沿岸，故名「吉野村」。

## 沿革
明治43年（1910年）2月9日，荳蘭移民指導所成立於花蓮港廳蓮鄉荳蘭社，由總督府招募日本德島縣的9戶農民至七腳川，為模範移民的開端。同年又招募52戶275人入住七腳川原野，至明治44年（1911年），正式命名為吉野村。
分為宮前（吉安、太昌、慶豐、北安）、清水（福興、稻香）、草分（永興）三個部落，面積共1260甲，南北長與東西寬皆約6公里。草分聚落在吉野村最南邊，為公共設施集中處，該移民村成立之後，陸續建立吉野圳、吉野神社、真言宗吉野布教所（現 慶修院）、吉野村尋常高等小學校（現 吉安國小）、醫療所等公共設施，在大正末年，已規模完備。大正8年(1919年)時約有327戶共1694人；其中含宮前部落135戶、清水部落125戶、草分部落67戶。至1933年時，全村則約有300戶、1318人。
1945年日治時期結束後，移民村結束，日籍移民全數返鄉。吉野改名為吉安，吉野村所留農地，多於公地放領後成為耕地。吉野村的移民返鄉後組成「吉野會」，懷念故鄉台灣。

## 耕地與宅地區劃
吉野村規劃採折衷式集村，兼採散村與集村的優點，耕地面積以每戶專農人數為基準，配予水年一甲五分，旱田三甲及宅地一分五厘。吉野村宮前與清水聚落，每戶宅地約9.3至9.49厘，而草分聚落宅地略大約15.3厘(約450坪)，住宅的面積不到20坪，但住宅周圍空地頗大，多種植果樹蔬菜與防風林。移民的住屋建築費由官方補助一半，初期多採日本杉木加上茅草屋頂，因容易遭蟲蛀毀。自大正3年(1914年)以後建材多採阿里山之紅檜，坪數約15至17坪，平均造價約390多圓。

## 教育

### 吉野高等尋常高等小學校
成立於明治44年(1911年)二月，於荳蘭移民指導所內設臨時校舍，旋即遭原住民焚毀，後建新校舍 ，大正元年(1912年)又遭颱風吹垮。移民村中於小學校尋常科畢業後，進入高等科就讀者相當有限 ，而高等科畢業後升學者一個也沒。移民村住民教育程度普遍不高，失學者亦不少。

## 宗教
移民的信仰以佛教為多，其中又以淨土真宗本願寺派為多數。吉野神社以每年6月8日為祈年祭，祭典結束村民即於神社演奏神樂，舞獅與角力大賽。

## 水路
灌溉水路包括吉野圳與宮前圳，排水路則有吉野排水路和支線等。吉野村所在之地下水位極低不易鑿井，飲水乃由山腳下之泉水以水管引入。

## 組織設施

### 吉野村之社會組織
- 吉野村居住民會 : 維護公共設施與衛生消防。
- 吉野禁酒會 : 成立於大正5年(1916年)
- 水車組合 : 利用吉野圳分水路落差以帶動水車磨坊，碾製白米與麵粉。
- 殖產組合
- 青年會 : 於農閑進行補習教育與協同耕作。
- 報德會

### 東部種馬所
昭和11年(1936年)，東部種馬所於吉野村設立。

## 爭議
矢內原忠雄於其著作《日本帝國主義下之台灣》，描述日本政府於台灣統治時期，並不像西方國家對待其殖民地會用極端手段，沒收原住民土地或強制分割共用地的政策，可是實際上，東部移民村都有侵占原住民土地的狀況，而吉野村的土地更是典型的利用七腳川事件，強迫遷移原住民而獲得來的。

## 外部連結
- 中村佐太郎《花蓮 -開拓移民村について》